# Fet-Mats

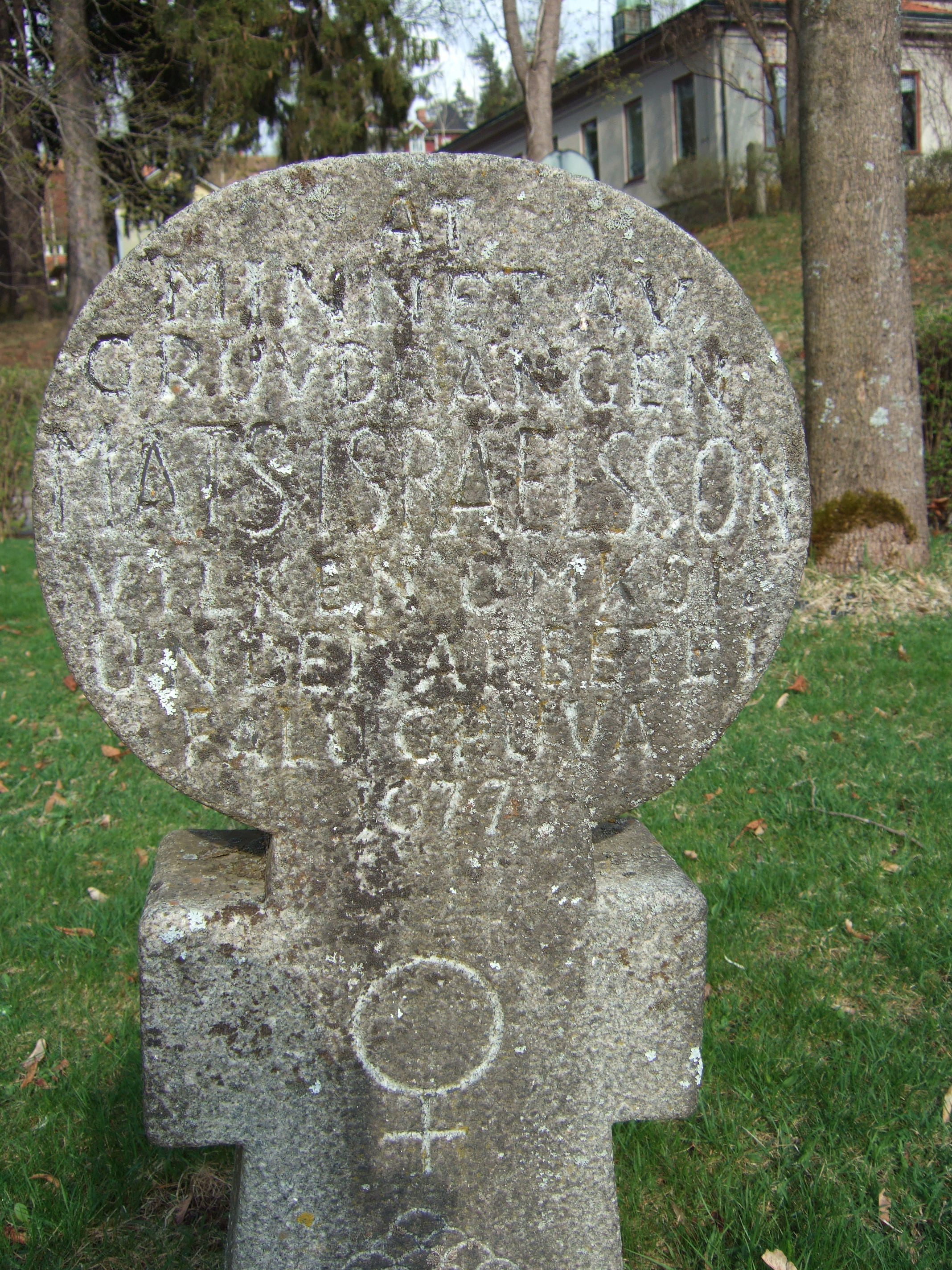
Fet-Mats grav, texten lyder: Åt minne av gruvdrängen Mats Israelsson vilken omkom under arbete i Falu gruva 1677.

Fet-Mats, Mats Israelsson, var en gruvdräng som 1677 förolyckades i Falu gruva i Falun, i schaktet Mårdskinnsfallet, och vars lik återfanns förvånansvärt välbevarat den 2 december 1719. Då kroppen visades upp kände en kvinna vid namn Margareta Olsdotter igen den som sin trolovade som hade försvunnit i mars 1677, drygt fyrtio år tidigare. Fet-Mats hade bevarats av den naturligt förekommande järn- och kopparvitriolen som fanns i vattnet i gruvan.

## Biografi
Mats Israelsson föddes i Svärdsjö och Boda by som den yngste sonen till Israel Kelsson. Fadern dog under Mats barnaår och den äldste brodern fick ansvara för familjen.

## Kroppen återfinns
Den 2 december 1719 upptäckte gruvarbetare en död man i det vattenfyllda schaktet Mårdskinnsfallet, i en del av gruvan som inte använts på länge. Den döde mannens båda ben var avslagna, men varken kläder, händer eller ansikte visade tecken på föruttnelse, vilket fick det att framstå som om han nyligen hade omkommit; detta var ett mysterium, eftersom ingen person saknades. När kroppen togs upp till marknivå började den att torka och blev enligt en samtidsskildring "hård som trä". Enligt andra hade kroppen snarare förvandlats till sten, vilket gav upphov till epitetet den förstenade gruvdrängen.

## Kroppen visas upp
Kroppen kom att förevisas för allmänheten och kom att bli en sevärdhet.
Fet-Mats begravdes, med stor pompa och ståt, under golvet i Stora Kopparbergs kyrka i Falun. 1816 flyttades hans kvarlevor till kyrkogården. Några år senare flyttades han återigen. 1862 tog man upp honom och lade kvarlevorna i en liten trälåda som sedan ställdes upp på vinden i kyrkan och glömdes bort.[källa behövs]. 1930 begrovs han på kyrkogården vid Stora Kopparbergs kyrka.

## Fet-Mats i litteraturen
Fet-Mats öde var ett populärt motiv under den tyska romantiken. Det gav bland annat inspiration till verk av Achim von Arnim, Johann Peter Hebel och E.T.A. Hoffmann, som skrev novellen "Bergverket i Falun".